# Chalinolobus nigrogriseus
Chalinolobus nigrogriseus är en fladdermusart som först beskrevs av Gould 1852.  Chalinolobus nigrogriseus ingår i släktet Chalinolobus och familjen läderlappar. IUCN kategoriserar arten globalt som livskraftig. Inga underarter finns listade i Catalogue of Life. Wilson & Reeder (2005) skiljer mellan två underarter.
Denna fladdermus förekommer i norra Australien, på sydöstra Nya Guinea och på några mindre öar i regionen. Arten vistas i låglandet och i kulliga områden upp till 300 meter över havet. Habitatet utgörs av fuktiga skogar med hårdbladsväxter, av andra trädansamlingar och av buskskogar.
Individerna vilar i trädens håligheter, i bergssprickor och i byggnader. De jagar flygande insekter, vanligen ovanpå vattenansamlingar som insjöar, floder, dammar eller träsk. Per kull föds en eller två ungar.